# مارماهیان اسپاگتی
مارماهیان اسپاگتی (نام علمی: Moringuidae) نام یک تیره از راسته مارماهی‌سانان است.
مارماهی‌های اسپاگتی، یکی از خانواده‌های جذاب و کمتر شناخته شده در راسته مارماهی‌سانان هستند. این موجودات آبزی که ظاهری شبیه به رشته‌های اسپاگتی دارند، ساکن اعماق دریاها بوده و رازهای زیادی را در خود پنهان کرده‌اند.
تصور کنید یک رشته اسپاگتی بلند و باریک که در آب شناور است! این تصویر، تشبیه خوبی برای ظاهر این مارماهی‌های کوچک است. بدن آن‌ها بسیار کشیده و استوانه‌ای بوده و قطر کمی دارد. این ویژگی به آن‌ها اجازه می‌دهد تا در شکاف‌ها و سوراخ‌های کوچک پنهان شده و به راحتی در میان صخره‌ها و مرجان‌ها حرکت کنند.